# Erich Zoddel
Erich Zoddel (ur. 9 sierpnia 1913 w Berlinie, zm. 30 listopada 1945 w Wolfenbüttel) – zbrodniarz wojenny, członek personelu hitlerowskich obozów koncentracyjnych Buchenwald, Sachsenhausen, Oranienburg, Mittelbau-Dora i Bergen-Belsen (od 27 marca 1944). Skazany przez brytyjski Trybunał Wojskowy w pierwszym procesie załogi Bergen-Belsen na karę dożywotniego pozbawienia wolności. Sądzony ponownie w sierpniu 1945, tym razem za zbrodnię popełnioną już po wyzwoleniu obozu w Bergen-Belsen (zabójstwo byłej więźniarki 17 kwietnia 1945), został 31 sierpnia 1945 skazany na śmierć i powieszony 30 listopada 1945 w więzieniu w Wolfenbüttel.